# Рошаль Леонід Михайлович
Леонід Михайлович Рошаль (рос. Леони́д Миха́йлович Роша́ль, 27 квітня 1933, м. Лівни) — радянський, російський педіатр і хірург, громадський діяч. Президент НДІ невідкладної дитячої хірургії та травматології (з 2015), колишній директор НДІ невідкладної дитячої хірургії та травматології (2003—2015). Президент Національної медичної палати. «Дитячий доктор світу» (1996). Доктор медичних наук, професор. Герой праці Російської Федерації (2020).

## Життєпис
Народився в місті Лівни (нині — Орловської області РФ) в сім'ї військового льотчика та домогосподарки. Мати — Емма Лазарівна, була вихідцем з єврейської сім'ї на території сьогоднішньої України. Батько — Михайло Пилипович Рошаль (04.03.1911 — 07.05.1993), залишився в трирічному віці без батьків, був призваний в Червону армію 13 вересня 1929 р., він не закінчив літунське училище і не був пілотом, під час війни командував батальйоном аеродромного обслуговування, потім районом авіабазування, вийшов у відставку полковником у віці 76 років. Оскільки дивізія батька періодично змінювала місце дислокації, то сім'я переїжджала по гарнізонах. У Леоніда є сестра Наталя, його брат помер у віці 30 років.
У 1951 р. після закінчення середньої школи Леонід поступив в 2-й Московський державний медичний інститут, в 1957 році закінчив його за спеціальністю «педіатрія».
У 1959—1961 рр. навчався в ординатурі на кафедрі дитячої хірургії Центрального інституту удосконалення лікарів. Потім працював в якості дитячого дільничного лікаря.
В молодості Рошаль разом з друзями-альпіністами в найскладніших погодних умовах підкорив Ельбрус.
У 1961—1981 рр. працював у Московському обласному науково-дослідному клінічному інституті у відділенні дитячої хірургії, організував центр хірургії новонароджених Московської області.
У 1964 р. захистив дисертацію кандидата медичних наук «Гостра інвагінація кишок у дітей», а в 1970 році — докторську дисертацію «Віддалені результати односторонніх операцій на легенях у дітей».
Від 1970 р. до 2015 р. — головний позаштатний дитячий пульмонолог Міністерства охорони здоров'я Московської області.
У 1980 р. керував бригадою радянських дитячих лікарів в Монголії.
З 1981 р. став завідувачем відділенням невідкладної хірургії і травми дитячого віку НДІ педіатрії РАМН. У 1982 р. присвоєно звання професора.
У 1988 р. брав участь у порятунку дітей, які постраждали під час землетрусу у Вірменії.
У 1990 р. Рошаль став головою Міжнародного комітету допомоги дітям при катастрофах і війнах. У цей комітет увійшли відомі фахівці-медики з усього світу.
У серпні 1991 р. Рошаль очолив координаційну медичну раду захисників «Білого Дому» у м. Москві. Після закінчення путчу був нагороджений державною нагородою «Захисник вільної Росії».
У 1992 р. очолив Міжнародний благодійний фонд допомоги дітям при катастрофах і війнах, створений для того, щоб забезпечувати транспортування, покупку устаткування і харчування лікарів, що входять у міжнародну бригаду невідкладної допомоги.
У 1993 р. Рошаль став членом ради директорів Всесвітньої асоціації невідкладної допомоги та медицини катастроф (WADEM).
У 1995 р. працював в Чечні, надавав допомогу дітям. У Чечні Рошаль був заарештований «дудаєвцями», але відпущений, коли його впізнали з-за прочитаної його книги по гнійної хірургії лікарі урус-Мартанівської лікарні.
В 1995—1996 рр. журналісти назвали Рошаля «дитячим доктором світу».
У 1997 р. Рошаль був призначений експертом Всесвітньої організації охорони здоров'я.
У 1998 р. Рошаль двічі відправлявся в Афганістан для надання допомоги дітям, які постраждали в результаті землетрусу. У 1999 р. протягом місяця працював керівником бригади дитячих лікарів в Туреччині (також після землетрусу). У 2001 р. керував бригадою дитячих лікарів, які прибули надавати допомогу жертвам землетрусу в Індії. У 2001 р. увійшов до складу Комісії з прав людини при президенті Російської Федерації.
У 2002 р. бригада швидкої допомоги Рошаля працювала в м. Каспійську, де в результаті теракту 9 травня 2002 р. постраждало багато людей. Лікарям вдалося врятувати 27 дітей. Влітку 2002 р. Рошаль знову відправився в Афганістан лікувати дітей, які постраждали в результаті землетрусу.
Вів переговори з терористами під час терористичного акту на Дубровці (2002): завдяки участі Рошаля з будівлі Театрального центру були виведені вісім дітей, а заручникам були передані вода і медикаменти.
У 2003—2015 рр. — директор Московського НДІ невідкладної дитячої хірургії та травматології (НДІ НДХіТ) Департаменту охорони здоров'я міста Москви, з 2015 р. — президент НДІ невідкладної дитячої хірургії та травматології.
Крім цього, допомагав дітям, які постраждали під час революцій в Румунії, воєн в Іраку (1991), Югославії, Чечні, а також під час землетрусів в Японії, Єгипті, Афганістані (1998), Туреччини (1999) і Індії (2001).
У вересні 2004 р. разом із засновником партії «Батьківщина» Дмитром Рогозіним вів переговори з терористами, які захопили школу № 1 в м. Беслані. Разом з Рогозіним пропонував себе для обміну на заручників.
У квітні 2011 р. Рошаль виступив на Першому Всеросійському Форумі медичних працівників з великим доповіддю, що стосувалася недоліків організації охорони здоров'я в Росії. Критика, що прозвучала щодо Мінохздорсоцрозвитку, і була підтримана прем'єр-міністром В. Путіним. Доповідь отримав значний суспільний резонанс і гостро негативну реакцію колективу Міністерства охорони здоров'я. Після чого наприкінці травня 2011 р. відбулося засідання комісії з модернізації, присвяченої дитячій охороні здоров'я, де були присутні президент Д. Медведєв, міністр охорони здоров'я і соціального розвитку Тетяна Голікова, але Рошаль не був запрошений туди.
Виправлення деяких недоліків намітилося практично відразу після згадки про них в доповіді Рошаля. Так, В. Путін пообіцяв збільшити стипендію інтернів і ординаторів з 2600 рублів до 6000 рублів, в проекті документів уряду, опублікованих Мінрегіоном, повернулися до старої норми забезпеченості населення медичним персоналом, що вважалося призведе до відновлення кількості медиків та фельдшерсько-акушерських пунктів на селі.
Влітку 2011 р. Рошаль вступив у протистояння з міністром охорони здоров'я і соціального розвитку з приводу прискореного прийняття закону «Про основи охорони здоров'я громадян у Російській Федерації», проект якого не пройшов широкого громадського обговорення.
У грудні 2011 р. увійшов в передвиборчий штаб кандидата в президенти Володимира Путіна.
12 червня 2013 р. Рошаль увійшов в число 55 членів Центрального штабу Загальноросійського народного фронту, лідером якого був обраний президент Росії Володимир Путін.
У 2015 р. допомагав постраждалим від землетрусу в Непалі.
З 2016 р. — головний редактор журналу «Дитяча хірургія».
29 листопада 2018 р. був обраний одним з п'яти співголів Центрального штабу Загальноросійського народного фронту.

## Санкції
Як голова Співголова Центрального штабу ОНФ Рошаль Леонід повністю підтримує військові дії та дезінформуючу політику уряду РФ щодо проведення "спецоперації в Україні", організовує та проводить різноманітні акції та заходи на підтримку Збройних Сил РФ, мешканців так званих ЛНР та ДНР.
25 лютого 2023 року, на тлі вторгнення Росії в Україну, внесений до списку санкцій усіх країн Євросоюзу.
2 березня 2023 року доданий до санкційного списку Швейцарії.

## Праці
Монографії
- (рос.) Рошаль Л. М., Отдалённые результаты односторонних операций на лёгких при бронхоэктатической болезни у детей. — М., 1970.
- (рос.) Рошаль Л. М., Диагностика и лечение неотложных состояний у детей. — М., 1977.
- (рос.) Ленюшкин А. И., Рошаль Л. М., Руководство для сестёр детских хирургических отделений. — Л.: Медицина, 1978. — 303 с.
- (рос.) Рошаль Л. М., Острый живот у детей. — Л.: Медицина, 1980. — 192 с., ил.
- (рос.) Баиров Г. А., Рошаль Л. М., Гнойная хирургия у детей. — Л.: Медицина, 1991.
- (рос.) Рошаль Л. М., Неотложная хирургия детского возраста. — М.: Медицина, 1996.

Статті
- Рошаль Л. М. — В кн.: Хронические неспецифические заболевания лёгких в возрастном аспекте. — М., 1969.
- Рошаль Л. М., Селезнёва К. П., Семилов Э. А. и др. — В кн.: Анестезиологическое и реанимационное обеспечение пульмонологических больных. — Л., 1974.
- Рошаль Л. М. Медиастинография. — В кн.: Стручков В. И., Пугачев А. Г. Детская торакальная хирургия, 1975.
- Рошаль Л. М. Бронхоскопия. — В кн.: Стручков В. И., Пугачев А. Г. Детская торакальная хирургия, 1975.
- Рошаль Л. М., Семилов Э. А., Кузьминив О. Д. Катетеризация правых и левых отделов сердца, лёгочной артерии и ашиокардиопульмонография. — В кн.: Стручков В. И., Пугачев А. Г. Детская торакальная хирургия, 1975.
- Рошаль Л. М., Щербина В. И., Щепкина О. И. Бронхоспирография. — В кн.: Стручков В. И., Пугачев А. Г. Детская торакальная хирургия, 1975.
- Неговский В. Н., Рошаль Л. М. Принципы реанимации. — В кн.: Стручков В. И., Пугачев А. Г. Детская торакальная хирургия, 1975.
- Рошаль Л. М. Гипоплазия лёгкого. — В кн.: Стручков В. И., Пугачев А. Г. Детская торакальная хирургия, 1975.
- Рошаль Л. М. Трахеальный бронх. — В кн.: Стручков В. И., Пугачев А. Г. Детская торакальная хирургия, 1975.
- Рошаль Л. М. Трахеобронхомаляция. — В кн.: Стручков В. И., Пугачев А. Г. Детская торакальная хирургия, 1975.
- Степанова М. Я., Рошаль Л. М. Долька непарной вены. — В кн.: Стручков В. И., Пугачев А. Г. Детская торакальная хирургия, 1975.
- Рошаль Л. М. Синдром Картагенера. — В кн.: Стручков В. И., Пугачев А. Г. Детская торакальная хирургия, 1975.
- Рошаль Л. М. Непаразитарные тонкостенные кисты лёгкого. — В кн.: Стручков В. И., Пугачев А. Г. Детская торакальная хирургия, 1975.
- Рошаль Л. М., Степанова М. П., Селезнёва К. Я. Острая эмпиема плевры. — В кн.: Стручков В. И., Пугачев А. Г. Детская торакальная хирургия, 1975.
- Рошаль Л. М., Семилов Э. А. Пневмоторакс. — В кн.: Стручков В. И., Пугачев А. Г. Детская торакальная хирургия, 1975.
- Рошаль Л. М. Ателектаз. Л. М. — В кн.: Стручков В. И., Пугачев А. Г. Детская торакальная хирургия, 1975.
- Рошаль Л. М. Киста перикарда. — В кн.: Стручков В. И., Пугачев А. Г. Детская торакальная хирургия, 1975.
- Рошаль Л. М. Перикардит. — В кн.: Стручков В. И., Пугачев А. Г. Детская торакальная хирургия, 1975.
- Лагутина Т. С., Рошаль Л. М., Чернов В. В. Электромиографическая оценка результатов консервативного лечения мышечной кривошеи у детей // Ортопедия, травматология и протезирование. — 1981, № 9. — С. 45—46.
- Рошаль Л. М. Оказание социальной помощи детям // Дети в чрезвычайных ситуациях. — М., 2003. — 315 с.
- Карасёва О. В., Рошаль Л. М., Некрутов А. В. — Большой сальник: морфофункциональные особенности и клиническое значение в педиатрии. // Вопросы современной педиатрии, 2007, N 6. — С. 58—63.
- Брянцев А. В., Капустин В. А., Карасёва О. В., Рошаль Л. М., Чернышева Т. А., Иванова Т. Ф. — Лечение аппендикулярного перитонита у детей // Детская хирургия, 2007, № 3. — С. 23—27.
- Потапов А. А., Рошаль Л. М., Лихтерман Л. Б., Кравчук А. Д..— Черепно-мозговая травма: проблемы и перспективы // Вопросы нейрохирургии им. Н. Н. Бурденко. — 2009, № 2.